# Conrad Max Süßner

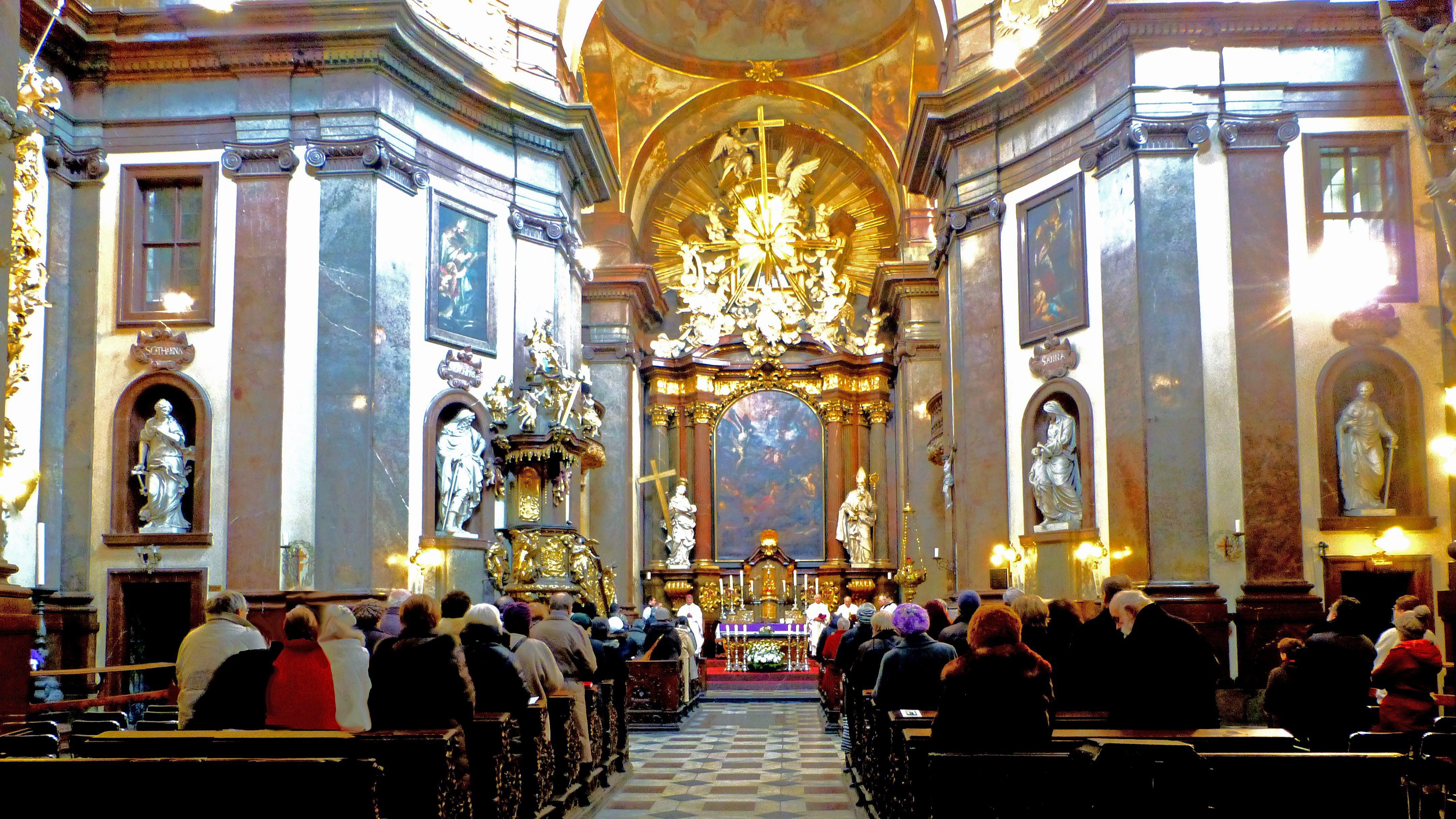
Chiesa della Croce a Praga, all'estrema sinistra la statua di Santa Caterina di Conrad Max Süßner

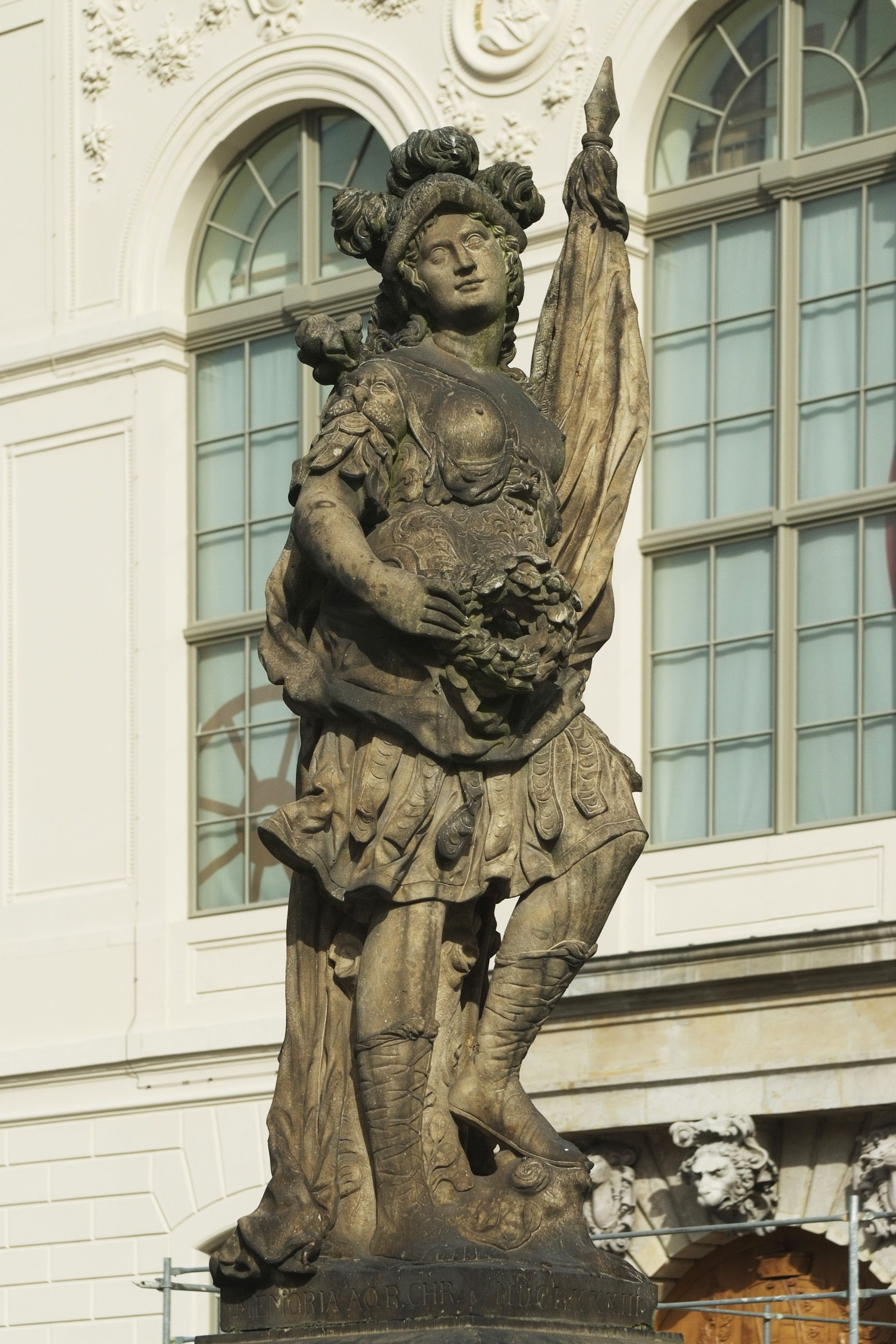
Vittoria sulla Türkenbrunnen a Dresda

Conrad Max Süßner (Schlackenwerth, 12 maggio 1652 – ...) è stato uno scultore tedesco.

## Biografia
Era figlio di Paulus e di sua moglie Anna Christina Schlackenwerth ed era il fratello di Jeremias Süßner. Probabilmente fu allievo di Johan Heinrich Böhme a Schneeberg. Dal 1679/1680 lavorò a Dresda, insieme al fratello, come scultore per la corte elettorale sassone.
Insieme a suo fratello e allo scultore Matthäus Jäckel, creò un totale di dieci statue di arenaria per la Kreuzherrenkirche di Praga nel 1689/1690. Nel 1690 fu nominato scultore di corte a Dresda. 

## Opere (selezione)
- 1679–83: (insieme a suo fratello) 12 busti degli imperatori e frontone sul lato della città del palazzo nel Grande Giardino, Dresda
- intorno al 1682 o più tardi: (insieme a suo fratello) decorazione figurativa dei portali del cortile del Castello di Dresda
- 1683: fontana dei Turchi o fontana della Pace, figura in arenaria della dea della Vittoria con bandiera e corona d'alloro, Dresda
- 1688–1690: statue dei santi Martino, Giorgio e Caterina nella Chiesa della Croce a Praga
- 1688–1690: monumento funebre per Andreas von Schönberg (Oberkommandant) nella Sophienkirche a Dresda ( collezione di sculture, numero di inventario SAV 1027)
- 1696: monumento funebre per Georg Dietrich von Wolframsdorf per la Johanneskirche a Mügeln.